# Gabriel Batistuta
Gabriel Omar Batistuta (født 1. februar 1969) er en tidligere argentinsk fodboldspiller, og en af de mest målfarlige spillere verden har set i nyere tid. Batistuta, som fik kælenavnet «Batigol», scorede 56 mål i78 landskampe for Argentina– deriblandt ti scoringer i VM i fodbold. Han er også den eneste fodboldspiller som har scoret hattrick i to forskellige VM-turneringer.